# Dominique Alduy
Pour les articles homonymes, voir Alduy.
Dominique Alduy, née Daumas le 23 février 1944 à Paris, est une haute fonctionnaire et dirigeante de médias française,.

## Biographie

### Formation et carrière
Dominique Alduy effectue ses études secondaires au lycée Fénelon. Elle étudie à l'Institut d'études politiques de Paris. Elle est titulaire d'un diplôme d'études supérieures spécialisées (DESS) de sciences économiques. Elle a obtenu un Master of Arts in Economics à l'université de Pennsylvanie.

### Parcours professionnel
Elle s'engage dans la fonction publique au ministère de l'équipement. Après un passage au cabinet du Premier ministre Pierre Mauroy au début des années 1980, elle rejoint le groupe de la Caisse des dépôts et consignations.
De 1989 à 1993, elle assure la direction générale de France 3.
De décembre 1993 à mars 1994, elle est Directrice générale du centre Georges-Pompidou,.
Elle exerce ensuite les fonctions de directrice générale du journal Le Monde jusqu'en mars 2005,. À la fin des années 1990,  avec d'autres dirigeants de journaux, elle participe aux actions de lobbying auprès des acteurs publics concernés afin d'obtenir la mise en place d'une politique globale d'aide aux entreprises de presse, ce qui se  concrétisera par la création d'un « Fonds de modernisation de la presse ».
De 2006 à fin 2018, elle préside le conseil d'administration du théâtre de la Ville

### Vie privée
Dominique Alduy est l'épouse de Jean-Paul Alduy, conseiller général puis sénateur des Pyrénées-Orientales, maire de Perpignan. Leur fille Cécile Alduy est sémiologue et sémioticienne.

## Distinctions
- Officière de la Légion d'honneur (2 janvier 2001)
- Commandeure de l'ordre national du Mérite (15 mai 2011)[10],[4].